# 黃眶鋸雀鯛
黃眶鋸雀鯛（學名：Stegastes xanthurus），又稱黃高身雀鯛，為輻鰭魚綱雀鯛科眶鋸雀鯛屬下的一個種，分布於西大西洋美國佛羅里達群島和墨西哥灣到南美洲北部海域，本魚體呈橢圓形而側扁，吻短而鈍圓。口中型，具頜齒，小而呈圓錐狀，眶下骨裸出，下緣具鋸齒，前鰓蓋骨後緣具鋸齒，下鰓蓋骨後緣無鋸齒，體被櫛鱗，本魚頭頂和鼻子上有幾條藍色條紋，身體的上半部一般為深藍色或棕色，下半部為黃色。側面有細密的垂直黑線。有兩個小黑點，一個在胸鰭上方，一個在尾柄頂部；幼魚的頭部和身體上部有許多微小的藍色斑點和條紋，其中虹膜上部有兩個斑點和一條條紋。背鰭刺與軟鰭條連接處有一個藍邊黑色眼點，背鰭硬棘12枚、背鰭軟條14-17枚、臀鰭硬棘2枚、臀鰭軟條12-15枚，體長可達7.4公分，棲息在珊瑚礁，屬雜食性，以藻類和小型無脊椎動物為食，具有領域性，繁殖期時成對出現，雄魚會守護卵直到孵化，生活習性不明。